# Fritz Creek
Fritz Creek és una concentració de població designada pel cens dels Estats Units a l'estat d'Alaska. Segons el cens del 2000 tenia 1.603 habitants.

## Demografia
Segons el cens del 2000, Fritz Creek tenia 1.603 habitants, 661 habitatges, i 413 famílies La densitat de població era d'11,4 habitants/km².
Dels 661 habitatges en un 36% hi vivien nens de menys de 18 anys, en un 52,3% hi vivien parelles casades, en un 7% dones solteres, i en un 37,4% no eren unitats familiars. En el 29,7% dels habitatges hi vivien persones soles el 3% de les quals corresponia a persones de 65 anys o més que vivien soles. El nombre mitjà de persones vivint en cada habitatge era de 2,43 i el nombre mitjà de persones que vivien en cada família era de 3,06.
Per edats la població es repartia de la següent manera: un 29,8% tenia menys de 18 anys, un 4,4% entre 18 i 24, un 30,4% entre 25 i 44, un 29,8% de 45 a 60 i un 5,6% 65 anys o més.
L'edat mediana era de 38 anys. Per cada 100 dones hi havia 103,7 homes. Per cada 100 dones de 18 o més anys hi havia 109,1 homes.
La renda mediana per habitatge era de 41.400 $ i la renda mediana per família de 49.881 $. Els homes tenien una renda mediana de 42.083 $ mentre que les dones 31.250 $. La renda per capita de la població era de 18.937 $. Aproximadament el 3,6% de les famílies i el 9,6% de la població estaven per davall del llindar de pobresa.

## Poblacions properes
El següent diagrama mostra les poblacions més properes.